# Collegio di Brighton Pavilion
Brighton Pavilion è un collegio elettorale inglese situato nell'East Sussex rappresentato alla camera dei Comuni del parlamento del Regno Unito. Elegge un membro del parlamento con il sistema maggioritario a turno unico; l'attuale parlamentare è Siân Berry del Partito Verde di Inghilterra e Galles, che rappresenta il collegio dal 2024.

## Confini

Brighton Pavilion dal 2010 al 2024

- 1950-1983: i ward del County Borough of Brighton di Hollingbury, Montpelier, Patcham, Pavilion, Preston, Preston Park, Regency, St Nicholas, St Peter's e West.
- 1983-1997: i ward del Borough of Brighton di Hollingbury, Patcham, Preston, Regency, St Peter's, Seven Dials, Stanmer e Westdene.
- 1997-2010: i ward del Borough of Brighton di Hanover, Hollingbury, Patcham, Preston, Regency, St Peter's, Seven Dials, Stanmer e Westdene.
- 2010-2024: i ward della City of Brighton and Hove di Hanover and Elm Grove, Hollingbury and Stanmer, Patcham, Preston Park, Regency, St Peter's and North Laine e Withdean.
- dal 2024: i ward della City of Brighton and Hove di Coldean & Stanmer (parte), Hanover and Elm Grove (parte), Hollingdean and Fiveways, Moulsecoomb and Bevendean (parte), Patcham and Hollingbury, Preston Park, Regency (parte), Round Hill, West Hill and North Laine e Westdene & Hove Park (parte).

## Storia e profilo
Il collegio fu creato nel 1950 dall'ex collegio con due deputati di Brighton, una delle ultime circoscrizioni plurinominali rimaste; il primo deputato di Brighton Pavilion, Sir William Teeling, era stato uno dei due rappresentanti del vecchio collegio plurinominale.
L'attuale nome deriva dal Royal Pavilion; nei confini attuali, il padiglione stesso si trova sul confine sud-orientale del collegio, al lato opposto della strada si trova il collegio di Brighton Kemptown. Comprende il cuore della città, incluse le architetture georgiane e regency di The Lanes, e l'area commerciale di North Laine. Il famoso lungomare che sovrasta le spiagge comprende il Brighton Pier, la principale attrazione per i divertimenti ed è sede dei più grandi hotel della città, tra cui il Grand Hotel e l'Hilton Brighton Metropole. Si tratta di un collegio relativamente ricco, in quanto il reddito pro capite è superiore alla media del Regno Unito, e il tasso di disoccupazione è inferiore alla media.
Dal 1950 al 1997 il collegio ebbe rappresentanti conservatori; nel 1997 David Lepper del Partito Laburista conquistò il seggio divenendo deputato per i successici 13 anni, vincendo anche le due successive elezioni. La percentuale di voto dei conservatori è scesa in ogni elezione dal 1979 ad oggi.
Nel luglio 2007 il Partito Verde di Inghilterra e Galles scelse Caroline Lucas come candidata al seggio, e in quel momento non era né leader né principale portavoce del partito.  Nel novembre 2009 Charlotte Vere fu scelta come candidata conservatrice tramite primarie aperte, in cui votarono i membri locali del partito e i residenti. Nel gennaio 2010 anche i Liberal Democratici scelsero un candidato donna, Bernadette Millam. I laburisti avevano scelto Nancy Platts, attivista locale ed ex sindacalista, come loro candidata nel giugno 2007. Tutti i quattro partiti principali schierarono pertanto candidati donne. Nel 2010 la percentuale di voto laburista scese del 6,5%, e Lucas, che allora guidava il Partito Verde, conquistò il seggio. Contrariamente ai risultati nazionali, i conservatori e i liberal democratici persero entrambi voti.
Caroline Lucas detenne il seggio per i Verdi anche alle elezioni del 2015, con un vantaggio aumentato. Purna Sen, che aveva ricoperto incarichi di rilievo presso il Commonwealth, LSE e Amnesty International, fu candidata dai laburisti; i conservatori schierarono invece Clarence Mitchell, ex reporter della BBC News e portavoce della famiglia di Madeleine McCann.
Il 26 aprile 2017 i liberal democratici annunciarono che non si sarebbero candidati nel collegio di Brighton Pavilion alle elezioni anticipate del 2017, sostenendo Caroline Lucas per via delle loro visioni comuni a favore dell'Unione europea. Questo avvenne la stessa sera in cui il partito Verde si fece da parte a Brighton Kemptown per assicurare che il collegio non fosse conquistato dai conservatori, evitando di dividere il voto dei progressisti. Caroline Lucas fu rieletta alle elezioni del 2017 a Brighton Pavilion.

## Membri del parlamento
| Elezione | Elezione      | Deputato        | Partito      |
| -------- | ------------- | --------------- | ------------ |
|          | 1950          | William Teeling | Conservatore |
| 1969 (S) | Julian Amery  |                 | Conservatore |
| 1992     | Derek Spencer |                 | Conservatore |
|          | 1997          | David Lepper    | Laburista    |
|          | 2010          | Caroline Lucas  | Verdi        |
| 2024     | Siân Berry    |                 | Verdi        |

## Elezioni

### Elezioni negli anni 2020
| Partito                    | Partito                            | Candidato                  | Risultati 4 luglio 2024 | Risultati 4 luglio 2024 |
| Partito                    | Partito                            | Candidato                  | Voti                    | %                       |
| -------------------------- | ---------------------------------- | -------------------------- | ----------------------- | ----------------------- |
|                            | Verdi                              | Siân Berry                 | 28 809                  | 55,02                   |
|                            | Laburista                          | Tom Gray                   | 14 519                  | 27,73                   |
|                            | Conservatore                       | Sarah Webster              | 3 975                   | 7,59                    |
|                            | Reform UK                          | Mark Mulvihill             | 2 836                   | 5,42                    |
|                            | Lib Dem                            | Ashley Ridley              | 1 604                   | 3,06                    |
|                            | Monster Raving Loony               | Citizen Skwith             | 257                     | 0,49                    |
|                            | Social Democratico                 | Carl Buckfield             | 184                     | 0,35                    |
|                            | Indipendente                       | Steve Al                   | 179                     | 0,34                    |
|                            |                                    |                            |                         |                         |
| Iscritti                   | Iscritti                           | Iscritti                   | 74 786                  | 100,00                  |
| ↳ Votanti (% su iscritti)  | ↳ Votanti (% su iscritti)          | ↳ Votanti (% su iscritti)  | 52 363                  | 70,02                   |
| ↳ Astenuti (% su iscritti) | ↳ Astenuti (% su iscritti)         | ↳ Astenuti (% su iscritti) | 22 423                  | 29,98                   |
|                            |                                    |                            |                         |                         |
|                            | Esito: collegio confermato a Verdi |                            |                         |                         |

### Elezioni negli anni 2010
| Partito                    | Partito                            | Candidato                  | Risultati 12 dicembre 2019 | Risultati 12 dicembre 2019 |
| Partito                    | Partito                            | Candidato                  | Voti                       | %                          |
| -------------------------- | ---------------------------------- | -------------------------- | -------------------------- | -------------------------- |
|                            | Verdi                              | Caroline Lucas             | 33 151                     | 57,16                      |
|                            | Laburista                          | Adam Imanpour              | 13 211                     | 22,78                      |
|                            | Conservatore                       | Emma Hogan                 | 10 176                     | 17,55                      |
|                            | Brexit                             | Richard Milton             | 770                        | 1,33                       |
|                            | Monster Raving Loony               | Citizen Skwith             | 301                        | 0,52                       |
|                            | Indipendente                       | Bob Dobbs                  | 212                        | 0,37                       |
|                            | UKIP                               | Nigel Furness              | 177                        | 0,31                       |
|                            |                                    |                            |                            |                            |
| Iscritti                   | Iscritti                           | Iscritti                   | 79 057                     | 100,00                     |
| ↳ Votanti (% su iscritti)  | ↳ Votanti (% su iscritti)          | ↳ Votanti (% su iscritti)  | 57 998                     | 73,36                      |
| ↳ Astenuti (% su iscritti) | ↳ Astenuti (% su iscritti)         | ↳ Astenuti (% su iscritti) | 21 059                     | 26,64                      |
|                            |                                    |                            |                            |                            |
|                            | Esito: collegio confermato a Verdi |                            |                            |                            |

| Partito                    | Partito                            | Candidato                  | Risultati 8 giugno 2017 | Risultati 8 giugno 2017 |
| Partito                    | Partito                            | Candidato                  | Voti                    | %                       |
| -------------------------- | ---------------------------------- | -------------------------- | ----------------------- | ----------------------- |
|                            | Verdi                              | Caroline Lucas             | 30 149                  | 52,26                   |
|                            | Laburista                          | Solomon Curtis             | 15 450                  | 26,78                   |
|                            | Conservatore                       | Emma Warman                | 11 082                  | 19,21                   |
|                            | UKIP                               | Ian Buchanan               | 630                     | 1,09                    |
|                            | Indipendente                       | Nick Yeomans               | 376                     | 0,65                    |
|                            |                                    |                            |                         |                         |
| Iscritti                   | Iscritti                           | Iscritti                   | 75 506                  | 100,00                  |
| ↳ Votanti (% su iscritti)  | ↳ Votanti (% su iscritti)          | ↳ Votanti (% su iscritti)  | 57 687                  | 76,40                   |
| ↳ Astenuti (% su iscritti) | ↳ Astenuti (% su iscritti)         | ↳ Astenuti (% su iscritti) | 17 819                  | 23,60                   |
|                            |                                    |                            |                         |                         |
|                            | Esito: collegio confermato a Verdi |                            |                         |                         |

| Partito                    | Partito                            | Candidato                  | Risultati 7 maggio 2015 | Risultati 7 maggio 2015 |
| Partito                    | Partito                            | Candidato                  | Voti                    | %                       |
| -------------------------- | ---------------------------------- | -------------------------- | ----------------------- | ----------------------- |
|                            | Verdi                              | Caroline Lucas             | 22 871                  | 41,83                   |
|                            | Laburista                          | Purna Sen                  | 14 904                  | 27,26                   |
|                            | Conservatore                       | Clarence Mitchell          | 12 448                  | 22,77                   |
|                            | UKIP                               | Nigel Carter               | 2 724                   | 4,98                    |
|                            | Lib Dem                            | Chris Bowers               | 1 525                   | 2,79                    |
|                            | Indipendente                       | Nick Yeomans               | 116                     | 0,21                    |
|                            | Socialista                         | Howard Pilott              | 88                      | 0,16                    |
|                            |                                    |                            |                         |                         |
| Iscritti                   | Iscritti                           | Iscritti                   | 76 577                  | 100,00                  |
| ↳ Votanti (% su iscritti)  | ↳ Votanti (% su iscritti)          | ↳ Votanti (% su iscritti)  | 54 676                  | 71,40                   |
| ↳ Astenuti (% su iscritti) | ↳ Astenuti (% su iscritti)         | ↳ Astenuti (% su iscritti) | 21 901                  | 28,60                   |
|                            |                                    |                            |                         |                         |
|                            | Esito: collegio confermato a Verdi |                            |                         |                         |

| Partito                    | Partito                                    | Candidato                  | Risultati 6 maggio 2010 | Risultati 6 maggio 2010 |
| Partito                    | Partito                                    | Candidato                  | Voti                    | %                       |
| -------------------------- | ------------------------------------------ | -------------------------- | ----------------------- | ----------------------- |
|                            | Verdi                                      | Caroline Lucas             | 16 238                  | 31,33                   |
|                            | Laburista                                  | Nancy Platts               | 14 986                  | 28,91                   |
|                            | Conservatore                               | Charlotte Vere             | 12 275                  | 23,68                   |
|                            | Lib Dem                                    | Berni Millam               | 7 159                   | 13,81                   |
|                            | UKIP                                       | Nigel Carter               | 948                     | 1,83                    |
|                            | Laburista Socialista                       | Ian Fyvie                  | 148                     | 0,29                    |
|                            | Citizens for Undead Rights and Equality    | Soraya Kara                | 61                      | 0,12                    |
|                            | Indipendente                               | Leo Atreides               | 19                      | 0,04                    |
|                            |                                            |                            |                         |                         |
| Iscritti                   | Iscritti                                   | Iscritti                   | 74 048                  | 100,00                  |
| ↳ Votanti (% su iscritti)  | ↳ Votanti (% su iscritti)                  | ↳ Votanti (% su iscritti)  | 51 837                  | 70,00                   |
| ↳ Astenuti (% su iscritti) | ↳ Astenuti (% su iscritti)                 | ↳ Astenuti (% su iscritti) | 22 211                  | 30,00                   |
|                            |                                            |                            |                         |                         |
|                            | Esito: collegio passa da Laburista a Verdi |                            |                         |                         |

### Elezioni negli anni 2000
| Partito                    | Partito                                | Candidato                  | Risultati 5 maggio 2005 | Risultati 5 maggio 2005 |
| Partito                    | Partito                                | Candidato                  | Voti                    | %                       |
| -------------------------- | -------------------------------------- | -------------------------- | ----------------------- | ----------------------- |
|                            | Laburista                              | David Lepper               | 15 427                  | 35,43                   |
|                            | Conservatore                           | Mike Weatherley            | 10 397                  | 23,88                   |
|                            | Verdi                                  | Keith Taylor               | 9 530                   | 21,89                   |
|                            | Lib Dem                                | Hazel Thorpe               | 7 171                   | 16,47                   |
|                            | UKIP                                   | Kimberley Crisp-Comotto    | 508                     | 1,17                    |
|                            | Alleanza per il Socialismo Verde       | Tony Greenstein            | 188                     | 0,43                    |
|                            | Laburista Socialista                   | Ian Fyvie                  | 152                     | 0,35                    |
|                            | Indipendente                           | Christopher Rooke          | 122                     | 0,28                    |
|                            | Indipendente                           | Keith Jago                 | 44                      | 0,10                    |
|                            |                                        |                            |                         |                         |
| Iscritti                   | Iscritti                               | Iscritti                   | 68 093                  | 100,00                  |
| ↳ Votanti (% su iscritti)  | ↳ Votanti (% su iscritti)              | ↳ Votanti (% su iscritti)  | 43 580                  | 64,00                   |
| ↳ Astenuti (% su iscritti) | ↳ Astenuti (% su iscritti)             | ↳ Astenuti (% su iscritti) | 24 513                  | 36,00                   |
|                            |                                        |                            |                         |                         |
|                            | Esito: collegio confermato a Laburista |                            |                         |                         |

| Partito                    | Partito                                | Candidato                  | Risultati 7 giugno 2001 | Risultati 7 giugno 2001 |
| Partito                    | Partito                                | Candidato                  | Voti                    | %                       |
| -------------------------- | -------------------------------------- | -------------------------- | ----------------------- | ----------------------- |
|                            | Laburista                              | David Lepper               | 19 846                  | 48,73                   |
|                            | Conservatore                           | David Gold                 | 10 203                  | 25,05                   |
|                            | Lib Dem                                | Ruth Berry                 | 5 348                   | 13,13                   |
|                            | Verdi                                  | Keith Taylor               | 3 806                   | 9,35                    |
|                            | Laburista Socialista                   | Ian Fyvie                  | 573                     | 1,41                    |
|                            | Free Party                             | Bob Dobbs                  | 409                     | 1,00                    |
|                            | UKIP                                   | Stuart Hutchin             | 361                     | 0,89                    |
|                            | ProLife Alliance                       | Marie Paragallo            | 177                     | 0,43                    |
|                            |                                        |                            |                         |                         |
| Iscritti                   | Iscritti                               | Iscritti                   | 69 611                  | 100,00                  |
| ↳ Votanti (% su iscritti)  | ↳ Votanti (% su iscritti)              | ↳ Votanti (% su iscritti)  | 40 723                  | 58,50                   |
| ↳ Astenuti (% su iscritti) | ↳ Astenuti (% su iscritti)             | ↳ Astenuti (% su iscritti) | 28 888                  | 41,50                   |
|                            |                                        |                            |                         |                         |
|                            | Esito: collegio confermato a Laburista |                            |                         |                         |

## Risultati dei referendum

### Referendum sulla permanenza del Regno Unito nell'Unione europea del 2016
|             | Collegio          | Lasciare UE % | Rimanere in UE % |
| ----------- | ----------------- | ------------- | ---------------- |
|             | Brighton Pavilion | 26,6%         | 73,4%            |
|             | Inghilterra       | 53,3%         | 46,7%            |
| Regno Unito | 51,9%             | 48,1%         |                  |